# 単段式宇宙輸送機

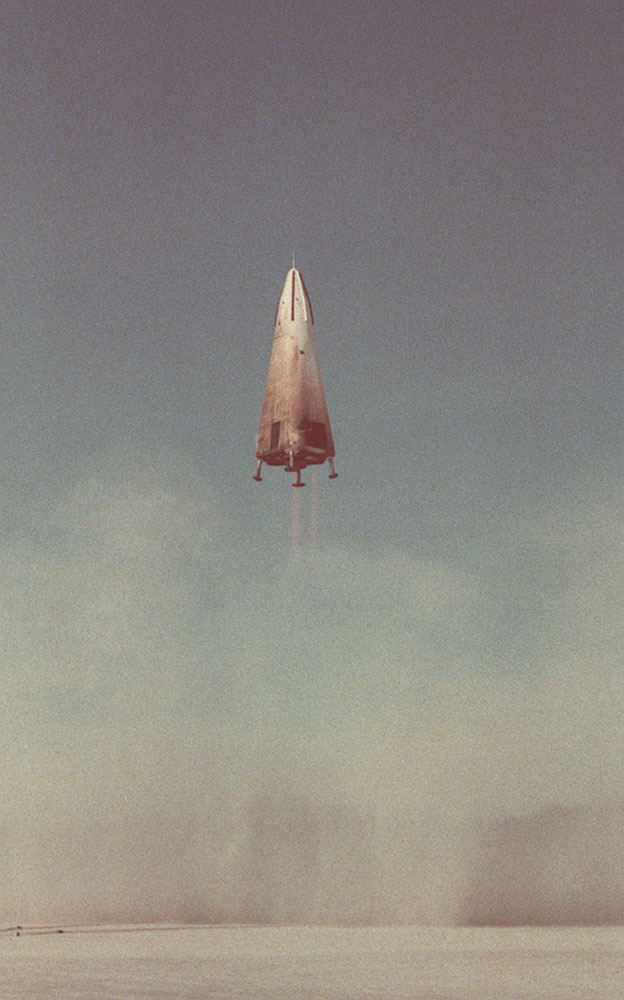
SSTOの実験機 DC-X

単段式宇宙輸送機（たんだんしきうちゅうゆそうき、英語: single-stage-to-orbit、SSTOと略す）は、燃料や推進剤のみを消費し、エンジンや燃料タンクなどの機材を切り離さずに衛星軌道に到達できる宇宙機である。単段式宇宙往還機などとも訳す。"SSTO" は字義の上では必ずしも再使用できることを意味しないが、再利用しないものを捨てないメリットは薄いので、通常は単段式の再使用型宇宙往還機となる。
なお、2段の場合は two-stage-to-orbit でTSTO（二段式宇宙輸送機）、3段になる場合は three-stage-to-orbit と呼ばれる。

## 概要
通常の乗り物は、出発から目的地への到着まで、燃料を消費することを除いては、機体（車体、船体）を大幅に変更したり切り捨てたりすることはない。これに対し2017年現在の宇宙への運搬手段である化学ロケットは全て多段式で、軌道へ到達するのはペイロードのみであり機体の極く一部に限られる。加えて、有人宇宙船や、サンプルリターンで回収するペイロードがあるプロジェクトでは、最終的に地上に戻ってくる部分を除く機体は使い捨てであった。このことはロケットの飛行が複雑で高価なものとなる要因であり、出発から目的地到着、出発地への帰還まで主要部品を切り離さず、点検整備と推進剤充填だけで再度飛行できる機体であれば、航空機のように簡便で経済的な輸送手段になるとの考えが生まれた。
従来の化学ロケットが多段式であるのは、実現可能なロケットエンジンの性能及び燃料搭載量の制限と、ツィオルコフスキーの公式から導き出される結論である。この結論を覆して単段で宇宙に到達するには、従来より軽い、即ち離陸重量に占める推進剤の比率が大きい機体と、従来より高性能なエンジンの組み合わせが必要となる。しかも従来の多段式ロケットは機体を使い捨てにすることで構造を簡素化しているのに対し、機体を出発地に帰還させ再使用するためには大気圏再突入と減速、着陸の機能が必要であり、これらの技術的要求を解決しつつなお従来の使い捨てロケットより軽量な機体に仕上げる必要がある。
また、1機のSSTOの製造費用が、同等の運搬能力を持つ1機の使い捨てロケットよりはるかに高額になることは容易に想像されるところで、SSTOは繰り返しの飛行により減価償却しなければ運行費用は安くならない。このため、SSTOは機体を喪失するような重大事故を起こす可能性が極めて低く、仮に飛行中に故障を生じても安全に帰還できること、簡便で経済的な整備により短期間で次の飛行が可能であること、主要部分の寿命が充分に長く償却までの飛行回数を確保できることが必要である。
SSTOでは、多段式ロケットのような切り離し機構などが不要となり構造を簡素化でき、また1段目の再使用のみを考慮すればよいことから、再使用型宇宙往還機の形状として望ましいと言われている。しかし、ロケットエンジンによる設計ではツィオルコフスキーの公式が示すとおり機体の大幅な軽量化が必要であること、さらにスクラムジェットエンジン等の開発が難航していることなどから、デルタクリッパーやX-33、ロータリー・ロケット#ロトン等の数隻のSSTOが研究・設計されたが、いずれも軌道には到達しておらず、地球上でのSSTOは2011年現在実現していない。地球周回軌道への運搬手段として、いまだ多段式の使い捨て型ロケットが用いられている。

## 必要な技術
SSTOの実現には、大別して次のような技術が必要である。
- 高性能なエンジン
- 充分に軽量であること
- 大気圏再突入能力
- 着陸能力
- 簡便で経済的な整備により、繰り返し飛行可能であること
- 故障を早期に検知し、拡大を防止して、残った正常な機能で飛行を継続できること
- 主要部分の寿命が充分に長く、減価償却により建造費用を回収できること

### エンジン性能の向上

#### ロケットエンジンの改良

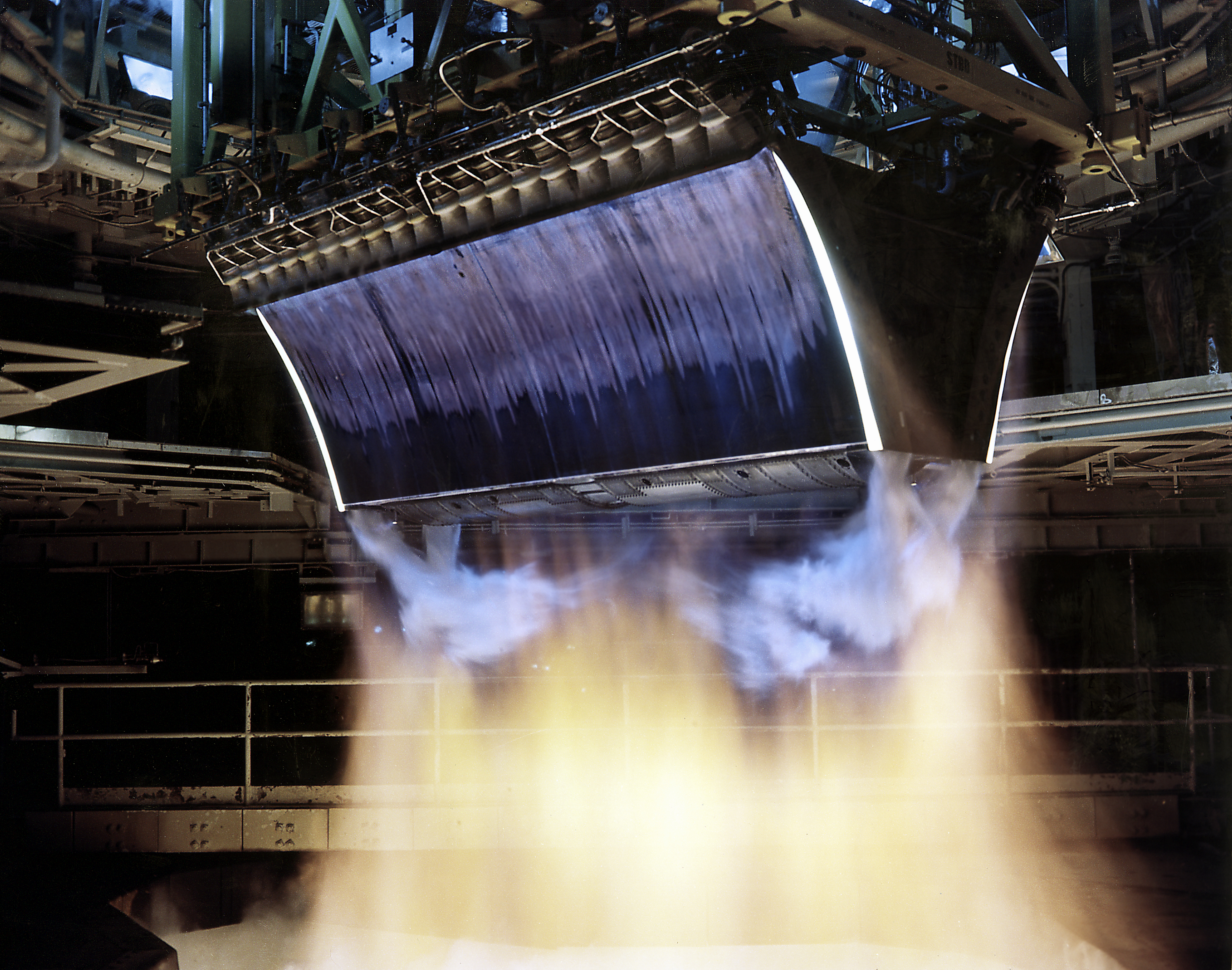
X-33のリニアスパイクエンジン

ロケットエンジンの性能の重要な2つのパラメータは、比推力と推力重量比である。空気と重力の中を推重比の良いエンジンで一気に加速して軌道高度まで駈け登る能力と、比推力の良いエンジンで水平方向へ加速して軌道速度を得る能力の両方を、ひとつのエンジンでまかなわなければならないところに単段式の難しさがある。一般に、軽い推進剤（たとえば水素）は、比推力では有利だが推重比は不利で、重い推進剤はその逆、というトレードオフがある。
ロケットエンジンの比推力の上限は、推進剤の種類により決定され、最も高性能な推進剤は液体水素と液体酸素の組み合わせである。この場合の理論上の比推力は約460秒であるが、実際にはより低い値となる。その理由はいくつかあるが、SSTOでは特にノズルと大気圧の関係が問題になる。
ロケットエンジンの噴射ガスは、ノズル内で膨張・加速し、出口に向かって圧力が低下する。真空中ではできるだけ膨張・加速するよう長いノズルが望ましいが、大気中では圧力が大気圧を下回ると逆流が起きるため、ノズルを長くできない。このため、離陸時に使用するロケットエンジンはノズルを短くせざるを得ず、大気圏外では高性能を発揮できない。
そこで、ノズルの長さを変更できるエンジンが考えられる。ノズルを分割して先端部分を格納しておき、大気圏外では展開して長くするのである。この方法は、エンジンノズルを小さく格納する目的では実用化されている。
また、ノズルをベル型ではなく円錐状とし、そこに外側から噴射ガスを吹き付けるようにした型式のものをスパイクノズルと呼ぶ。スパイクノズルでは、噴射ガスは円錐状のノズル（スパイク）に沿って流れながら膨張するが、大気圏内では大気により小さく広がり、真空中では大きく広がるため、膨張が自然に最適化される。
スパイクノズルを円錐状ではなく壁状とし、複数のエンジンを連続的に取り付けられるようにしたものをリニアスパイクエンジンと呼ぶ。リニアスパイクエンジンはアメリカで試作されたが、これを使用する予定だった機体 (X-33) の開発が中止されたため実用化に至っていない。
低高度では密度が大きく推重比的に有利なケロシンを燃焼し、高高度では比推力の大きい水素の燃焼に切り替える三液推進系の開発も行われている。

#### 空気吸い込みエンジン

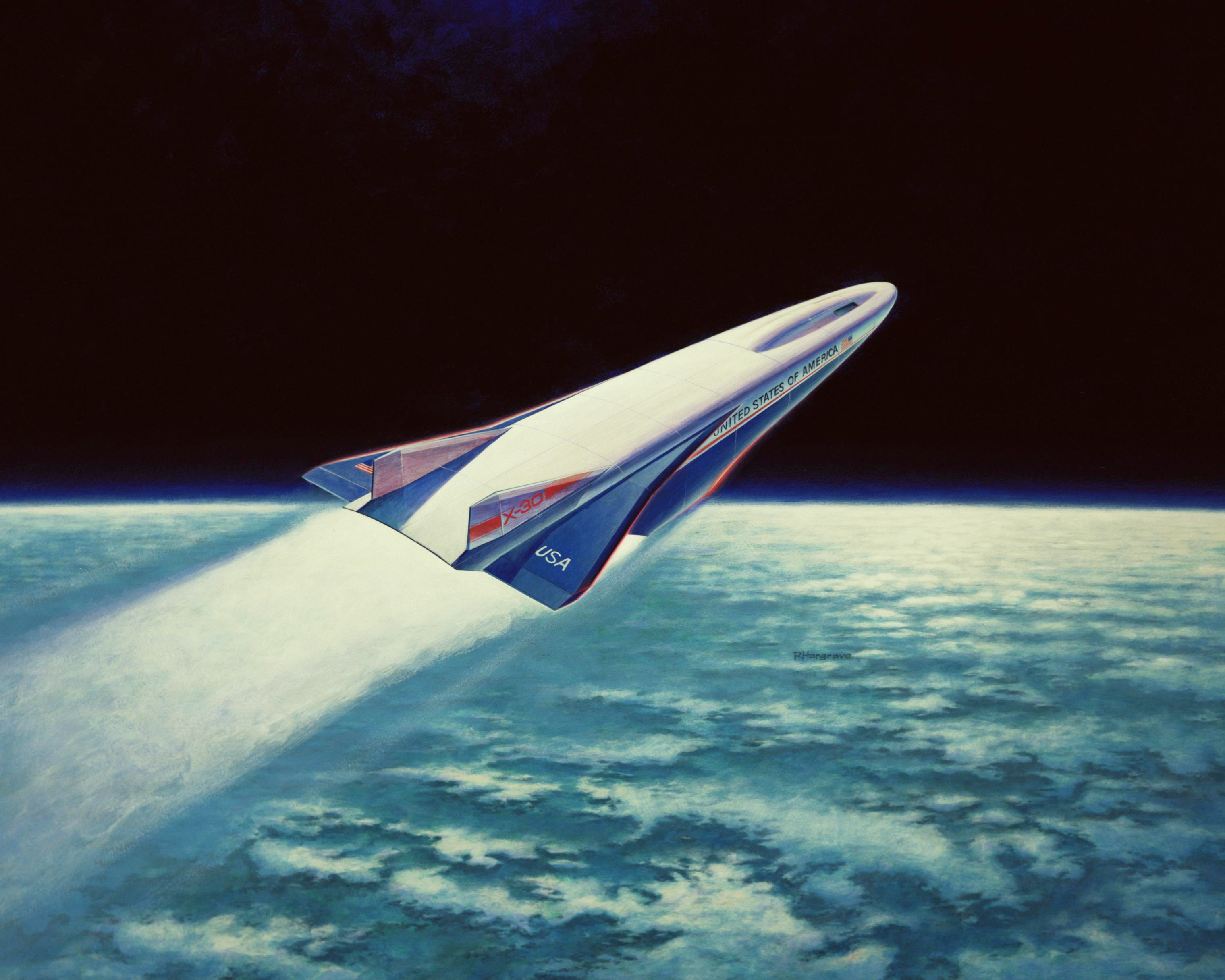
スペースプレーン X-30（想像図）

液体水素と液体酸素の組み合わせでは、液体酸素の重量が全体の2/3以上を占めるため、空気中の酸素を利用するエンジンを利用できれば比推力を大幅に向上させたのと同じ効果がある。
そこで、ジェットエンジンを使用する方法が考えられる。一般的なターボジェットエンジンの最大速度はマッハ3程度（秒速1km程度）であり、まったく足りない。そこで超音速に達してからは、衝撃波を利用して空気を圧縮し、燃料を混合して噴射するラムジェットエンジンを使用する。とくに、エンジン内の流速を超音速としたラムジェットエンジンをスクラムジェットエンジンと呼ぶ。これを使用して、大気圏内でできるだけ加速し、大気圏外に出てからはロケットエンジンを使用するのである。このような機体は通常の滑走路から水平に離陸できるため、特に宇宙航空機（スペースプレーン）と呼ばれる。
ただし、現状、ジェットエンジンの推重比はロケットの比ではない。
スペースプレーンは理想的な宇宙往復手段と考えられたため、1980年代以降盛んに研究が行われている。しかし、肝心のスクラムジェットエンジンの開発は難航しており、2007年現在でも実用化の目処は立っていない。また、ジェットエンジン・スクラムジェットエンジン・ロケットエンジンの3種類のエンジンを使い分けるため、整備を複雑にし、重量を増加させる。仮にスクラムジェットエンジンの開発に成功しても、スペースプレーンは大気圏外に出てからロケットエンジンで加速する方が効率的であり、またロケットエンジンは離陸時にも使用可能であるからジェットエンジンは必要なく、結局ただのロケットの方が合理的であるとの意見もある。
もうひとつの方法としては、空気液化サイクルエンジン (Liquefied Air Cycle Engine, LACE) がある。これは、超音速飛行で圧縮された空気を液体水素で冷却して液体空気にし、これを酸化剤としてロケットエンジンに供給するものである。燃料タンクには凍結した水素と液体水素の混合物（スラッシュ水素）を入れておき、空気液化で加熱された水素を戻して融解させ、液体になった水素をエンジンや空気液化装置に供給する。低速時と大気圏外では、ロケットエンジンは液体酸素を使用する。この方法では、エンジン本体はロケットエンジンのみとなり、スクラムジェットエンジンを使用するよりは簡素化される。しかし、空気を瞬時に液化したり、スラッシュ水素で燃料を供給する方法は基礎研究段階であり、実用化の目処は立っていない。

#### デトネーションエンジン
爆轟(デトネーション)を利用したものがデトネーションエンジンである。上記のロケットエンジン、空気吸い込みエンジンで発生する燃焼反応では燃料が完全に燃えきらないのに対し、このエンジンは超音速で発生する爆轟によって着火をおこなうため従来エンジンより効率が25％程度も向上するメリットがある。また、エンジンの構造を比較的単純にすることができるため、エンジン自体の信頼性向上や大幅な軽量化も見込むことができる。2023年現在の課題は大きな燃焼圧力を確保できない点であるが、NASAやJAXAをはじめとした機関で研究が進められている。

#### その他のエンジン
原子力を利用したり（オリオン計画）、機体外部からレーザーなどのエネルギーを受けて、高い推力と高い比推力の両方を実現すれば、SSTOの実現は容易になる。これらのエンジンはアイデアの域を出ておらず、本格的な研究は行われていないが、SFにおいてはこのようなエンジンを搭載したスペースプレーンがしばしば登場する。逆に、このようなエンジンが実現しなければ、SSTOの実用化は不可能であると考える者もいる。

### 軽量化
従来の使い捨てロケットのような金属材料だけでは、SSTOに要求される軽量化を達成することは困難と考えられている。大気圏再突入や着陸のため複雑な形状を強いられることにより、重量軽減はさらに困難になる。
近年の航空機に用いられている複合材料の採用はSSTOにも欠かせないが、航空機とは適用範囲が大きく異なる。まず、航空機では機体外板にも多く適用されるが、SSTOは大気圏再突入の熱に晒されるため、このような部分に樹脂系複合材料を用いることはできない。従って、複合材料で軽量化を図るには、主要構造への適用が必須となる。
SSTOの機体は推進剤タンクが大半を占めるが、軽量化のためにはタンク自体が主要構造を兼ねることになる。しかし、タンクに複合材料を使用した場合、液体推進剤は極低温であるため、樹脂の弾性を損なう。また液体水素は分子量が小さいため、樹脂製タンクを透過して漏れてしまう。このため、樹脂と金属を張り合わせる方法が研究されている。
なお、エンジンや断熱材、その他の装備品の軽量化も、当然に必要である。

### 大気圏再突入能力

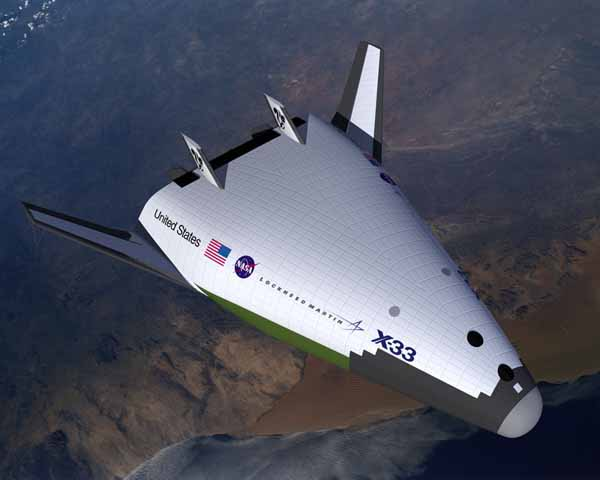
リフティングボディ形状のX-33（想像図）

SSTOは機体全体が大気圏に再突入するため、全体が空力的に再突入に適した形状をし、また空力加熱に耐えられる必要がある。
再突入時には、揚力を発生して飛行経路を制御するため、超音速飛行に適した主翼を有する飛行機型、主翼を持たず機体全体で揚力を発生させるリフティングボディ、釣鐘型の機体の底面を先に向けて突入する鈍頭型、先端を先に向けて突入する尖頭型などがある。いずれの場合も、使い捨てロケットでは一般的な円筒形ではないため、機体構造（とくに燃料タンク）が複雑になり、重量増加の要因となる。
空力加熱に耐える方法としては、使い捨てカプセルではアブレータを使う方法が一般的であるが、この方法は材料が溶融・気化する際の吸熱を利用するため、アブレータは使い捨てとなり、機体を再使用する場合は全面的な張り替えを必要とする。整備に必要な時間を考慮すれば、再使用可能な断熱材を使うことが望ましい。
スペースシャトルで実用化されていたのは、発泡シリカ製のタイルや炭素繊維強化炭素複合材料 (RCC) のパネルを張る方法である。このタイルは破損に弱く、飛行ごとに膨大な点検と張り替え作業を要するため、飛行費用の増大を招いた。RCCパネルはタイルより強く、高い温度に耐えることができるが、コロンビア号事故では飛行中に破損して致命傷となった。
X-33では、耐熱合金であるインコネルの薄板を、機体構造から離して張る方法が検討された。この方法ではタイルより丈夫で、整備も容易になると考えられている。
また、傾斜材料の使用も考えられている。耐熱性や断熱性に優れるセラミックは、その断熱性ゆえ、表面を加熱すると表面だけの温度が上昇し、膨張率の違いで割れてしまう。しかし、薄くすると強度が低下して使い物にならない。そこで、表面はセラミックスだが裏面は金属で、かつ2つの材料を張り合わせるのではなく、内部で徐々に混ざり合い変化するような材料が傾斜材料である。
これらの材料を導入したとしても、衛星軌道上では微小なデブリの衝突を完全に防ぐことは不可能であり、デブリによる破損が生じる危険への対処が必要となる。使い捨てロケットでは、軌道上で廃棄する部分を大気圏突入寸前まで装着したままとし、断熱材を保護する方法が採られていることから、この点でSSTOは使い捨てロケットに劣るとする意見もある。

### 着陸能力
使い捨てロケットでは、有人であっても人が乗る最小限の部分だけしか帰還しないのに対し、SSTOは全体が安全に着陸する必要があり、大掛かりな着陸手段が必要になる。

#### 滑走路
機体全体を飛行機型にすることで、滑走路に着陸することができる。また機体構成によっては離陸も水平に行うことで、通常の航空機と同様に空港から運行することが可能となり、前述のとおりスペースプレーンと呼ばれる。
しかし、機体形状の制約が大きく、翼など宇宙機としては不要な装備が増えるなど、重量の面では不利である。

#### 垂直着陸

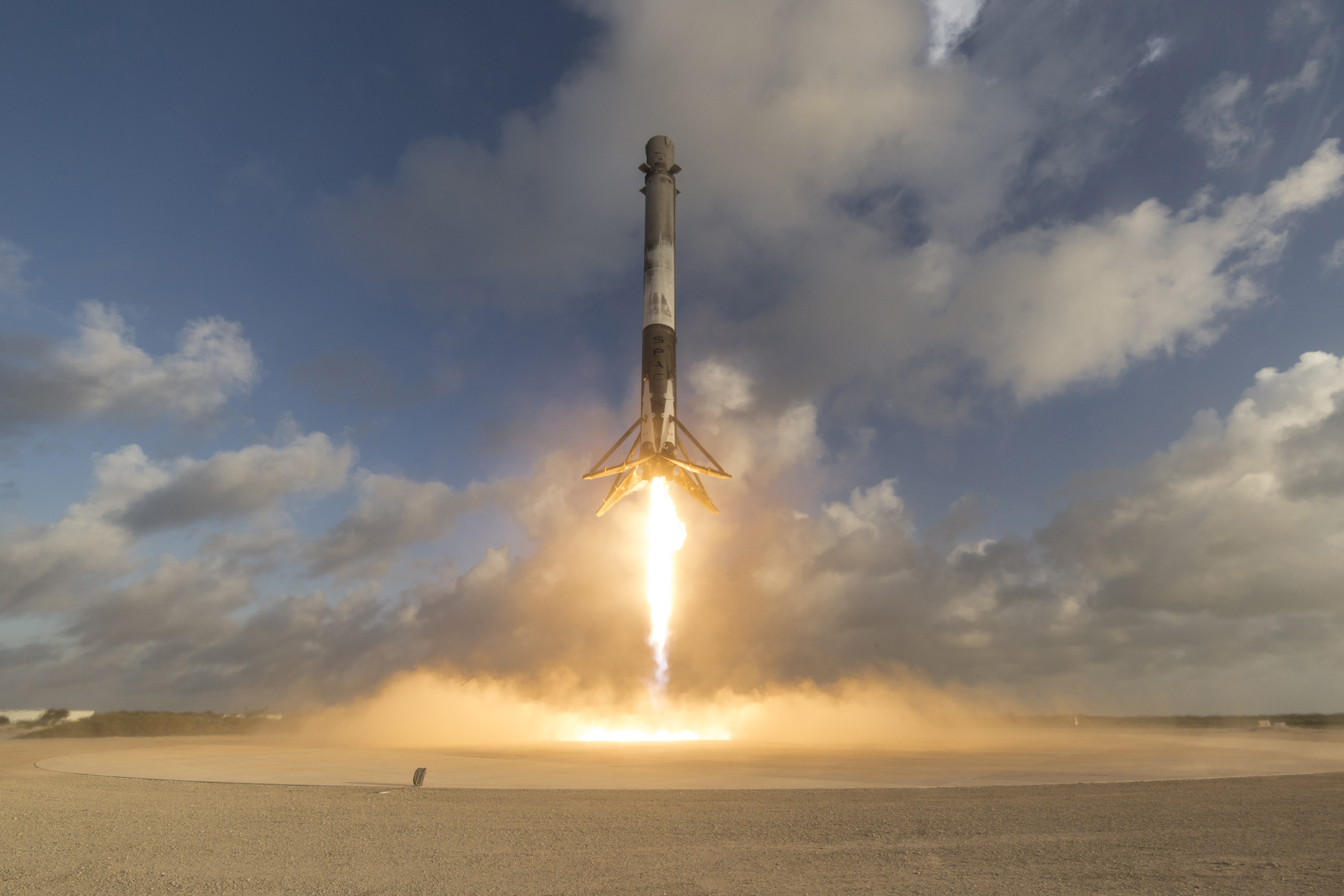
垂直着陸を行うファルコン9の1段目ロケット

機体の先頭を上に向けた姿勢でロケットエンジンを噴射し、後進するような格好で軟着陸する方法である。離陸時と同じ姿勢で着陸できるため機体構造が簡素化でき、重量の面で有利である。
この方法は、二段式ロケットにおいては実際に2015年にファルコン9の1段目ロケットで実用化されている。しかしSSTOと同様の速度や熱などに晒される2段目ロケットにおいては、2018年現在いまだ実用化には至っていない。
なお、月など、空気のない天体に着陸する唯一の方法であるため、アポロ着陸船や各種無人探査機は全てこの方法を用いている。

#### パラフォイル等
パラフォイルにより減速・滑空し、地上または水上に降りる方法である。機体全体を飛行機型にするより、重量的に有利である。地上に着陸する場合はエアバッグにより衝撃を緩和するか、車輪を取り付けて滑走路に降りる。
機体が大型化するとパラフォイルも大型化するが、どの程度のパラフォイルが実現可能かにより機体の大きさが制約される。他の方法と比べて着陸・着水時の衝撃が大きいため、機体強度の点からも大型化は困難である。

## 開発状況
かつて、アメリカ航空宇宙局 (NASA) にはX-30、X-33の2つのSSTO開発計画が存在した。このうちX-30はスペースシャトルの後継のみならず大陸間輸送機も視野に入れたスペースプレーンであったが、要素技術の開発だけで断念した。X-33はロケットエンジンによる垂直離陸、水平着陸式の実験機であったが、開発中に判明した諸問題を解決する目処が立たず、機体製造途中にキャンセルされた。アメリカ以外ではSSTOの概念設計や要素技術研究は行われているものの、実験機の開発は行われていない。このため2009年現在、機体全体の開発は行われていない。
スペースプレーンの要素技術はアメリカ、日本、ヨーロッパで研究されており、将来の実用開発に向けて努力が続いているが、実用機の開発に着手する目処は立っていない。開発費や需要を考えると国際共同開発が想定されるが、それに向けた具体的な動きもなく、研究機関同士の情報交換や共同実験に留まっている。
一方、ロケットエンジンによる方式は比較的開発が容易と考えられている。アメリカでは民間資金によりSSTOを開発する構想も発表されている。英国Reaction Engines社ではハイブリッドエンジンによるスカイロンが構想されている。

### 日本

#### JAXA
日本では2009年現在、宇宙航空研究開発機構 (JAXA) が宇宙開発を一元的に担っているが、その統合母体となった3機関では、それぞれSSTOの開発構想を持っていた。
まず航空宇宙技術研究所 (NAL) は、スペースプレーンの開発を掲げ、スクラムジェットエンジンの研究に取り組んできた。この研究はそのままJAXAにも引き継がれている。2009年現在は、前述した複数のエンジンを搭載しなければならない問題に対処するため、スクラムジェットエンジンとロケットエンジンの機能を単一のエンジンで持つ、複合サイクルエンジンを研究している。
宇宙開発事業団 (NASDA) は、ロケットエンジンで垂直離陸し、水平着陸するロケットプレーンと称する構想を発表したことがある。この機体は開発構想というよりロケット式SSTOの開発に必要な技術を整理するためのスタディーと呼ぶべきものであった。この結果、ロケット式SSTOであっても、当時の技術では機体構造の重量超過とエンジン性能の不足により衛星軌道に到達できないことが判明した。
一方宇宙科学研究所 (ISAS) では、まずHIMESと呼ばれる水平着陸型SSTOの研究が行われた。これは、離陸に際してリニアモーターを使用したカタパルトや、気球による空中打ち上げを利用することで本体の性能を補おうとしたものであったが、実現しなかった。
ISASではその後、HIMESのエンジン技術を引き継いで、ATREXの研究が続けられている。
JAXAでは、ATREXの実用化対象としてTSTOの構想を示している（二段式宇宙輸送機#JAXA）。
垂直離着陸SSTOの要素技術としては、ISASがRVTを開発している。RVTは垂直離着陸SSTOの要素技術である、ロケットエンジンによる垂直離着陸と、そのような機体を繰り返し飛行させ、故障があっても飛行を中止して安全に帰還できる技術の開発を目的としている。本計画は統合後も継続されており、当面の目標として、微少重力実験や高層大気の観測を目的とした小型ロケットを代替する、低コストの準軌道機実用化を掲げている。

## 今後
2009年現在、SSTOの具体的な開発計画は存在していない。これは、スペースシャトルの運航経験や過去の研究状況から、現時点の技術では使い捨てロケットより経済的なSSTOの実現は不可能であると判断されているためである。また、使い捨てロケットが高コストと評価されたのは、当時のアヴィオニクスにおいて電子装置が極端に高価だったためであり、エレクトロニクスの進歩により現代ではコスト計算が変わっている。SSTOが本来期待される、使い捨てロケットよりはるかに経済的で簡便な宇宙輸送手段として実現するには、材料などの要素技術が大幅に進歩しなければならないとする考えが一般的である。
空気吸い込み式の極超音速エンジンは、研究が行われているものの実用化の目処は立っておらず、これを搭載するSSTO、TSTOとも構想段階から踏み出していない。
一方、ロケットエンジンを使用するTSTOは比較的難易度が低いことから、2009年現在も検討や開発が行われている。また過渡的段階として、フライバックブースターや空中発射ロケットの開発も行われている。

## 地球以外の天体でのSSTO
地球におけるSSTOはいまだ実現には至っていないが、月でのSSTOはアポロ計画のアポロ月着陸船の上昇段で実現されている。月の低重力ならば、SSTOは難しいことではない。ただしアポロ月着陸船の場合は、着陸する際に使用した下降段（総重量の6割）は切り離し月面に投棄している。
さらに重力の小さい小天体であれば、完全なSSTOもしばしば実現されている。2005年に小惑星イトカワを探査したはやぶさは、月以外の天体としては初めて着陸後に離陸しており、これは機体の下段を投棄したアポロの月着陸船と違って着陸・離陸を、サンプル採取という輸送目的も達成しつつ行うという、完全なSSTOが実現された。似たような例としては他にも2014年に彗星探査機ロゼッタの着陸機フィラエが着陸に失敗し、バウンド（このとき偶然サンプル採取）後に数時間ほど飛行して再着陸後にサンプルを分析したケースもあるが、こちらは自力での離陸やサンプル輸送を意図した設計では無い。はやぶさ2ミッションでフィラエの技術を応用した着陸機MASCOTに至っては2018年に自力でジャンプしての移動・探査も達成したが、いずれにせよ対象天体の重力圏を脱出できるほどの設計ではなかった。なお、はやぶさミッションでもエクストラ扱いではあったが似たような意図の分離子機「ミネルバ」が搭載されていたが、そちらは放出が適切なタイミングで行われず、結果として近傍の惑星軌道に乗った人工惑星となったものと推測されている。こちらについても後継機ミネルバ2にて小惑星上のジャンプ移動・探査には成功している。